# Annika Dries
Annika Dries (* 10. Februar 1992 in San Diego) ist eine US-amerikanische Wasserballspielerin. 2012 gewann sie mit der Wasserballnationalmannschaft die Goldmedaille bei den Olympischen Spielen in London.

## Sportlicher Werdegang
Dries begann ihre Karriere an der Laguna Beach High School und wurde 2006 in die Nachwuchsmannschaft des Nationalteams berufen. Seit 2009 spielt sie für die Universitätsmannschaft der Stanford University. Ab 2010 war sie in der Nationalmannschaft und spielte unter anderem bei den Panamerikanischen Spielen 2011 in Guadalajara, den Spielen der Wasserball-Weltliga 2012 sowie den Olympischen Sommerspielen 2012 in London (2 Tore), bei denen sie mit ihrer Nationalmannschaft jeweils die Goldmedaille gewann.

## Privates
Dries studierte an der Stanford University Humanbiologie. Privat engagiert sie sich für die Brustkrebsforschung.